# Thraustochytriidae
Famille
Les Thraustochytriidae sont une famille de chromistes de l'embranchement des Bigyra, de la classe des Labyrinthulea et de l’ordre des Thraustochytriida.

## Étymologie
Le nom de la famille vient du genre type Thraustochytrium, dérivé du grec θραυστο / thrafsto, fragile,  et χυτρῖνος / chytrínos, « cavité, endroit creux ».

## Description
La première description de Thraustochytrium a été faite en 1934. Il s'agissait de Thraustochytrium proliferum, qui a été isolé de l'algue marine Bryopsis plumosa dans les eaux côtières près de Woods Hole, Massachusetts. 
Il se présente sous la forme de cellules uniques, épi- et endobiotiques, monocentriques (ayant un seul centre) et eucarpiques, avec un réseau ectoplasmique ramifié ou non ramifié, et de forme globuleuse ou sous-globuleuse.
La taille des cellules des zoospores varie de 2,5 à 3,0 x 4,5 à 8,0 μm, tandis que la taille des zoosporanges se situe entre 15 et 35 μm lorsqu'elles sont observées dans l'eau de mer.
Les thalles végétatifs des thraustochytrides sont uninucléés ; ils contiennent des dictyosomes uniques (un empilement individuel de l'appareil de Golgi).
Les zoospores sont biflagellées. Les thraustochytrides se divisent soit directement, soit en passant par un stade amiboïde, suivi d'une division se terminant par la libération de zoospores. Celles-ci ont des formes diverses : oblongues, réniformes, ovoïdes, elliptiques, fusiformes ou allongées, mais sont toujours biflagellées. Le flagelle antérieur long (dit « flagelle guirlande ») possède des mastigonèmees (poils), tandis que le flagelle postérieur plus court (dit « flagelle coup de fouet ») est lisse et confère la motilité natatoire des zoospores.

## Distribution
Les thraustochytrides sont de organismes marins ubiquistes. On en a récolté aussi bien dans les eaux tropicales côtières des océans Indien et Pacifique, et du nord de la mer d'Arabie, jusqu'aux eaux tempérées et froides d'Australie, d'Argentine, de mer Méditerranée et de la mer du Nord, ainsi que dans les eaux subantarctiques ou antarctiques, les eaux subarctiques. La colonne d'eau océanique est également riche en thraustochytrides, autant dans la zone euphotique (jusqu'à 200 m de profondeur), que, plus profondément, en zone aphotique (jusqu'à 2 000 m de profondeur). On les trouve aussi dans les sédiments marins, ainsi qu'en association avec des matières végétales et animales en décomposition, des animaux malades et des coraux sains.

## Liste des genres
Selon GBIF (11 septembre 2022) :
- Althornia E.B.G.Jones & Alderman
- Aurantiochytrium R.Yokoyama & D.Honda, 2007
- Botryochytrium R.Yokoyama, B.Salleh & D.Honda, 2007
- Elina N.J.Artemczuk , nom. illeg
- Japonochytrium Kobayasi & Ookubo, 1956
- Parietichytrium R.Yokoyama, B.Salleh & D.Honda, 2007
- Schizochytrium Goldstein & Belsky, 1964
- Sicyoidochytrium R.Yokoyama, B.Salleh & D.Honda, 2007
- Thraustochytrium Sparrow, 1936 - genre type
- Ulkenia Gaertner, 1977

## Systématique
Le nom valide de ce taxon est Thraustochytriidae.
L'AlgaeBase ne connait pas cette famille. Seul le genre Schizochytrium Goldstein & Belsky, 1964 est référencé et classé dans le règne des Fungi (champignons).
En 2017, plusieurs taxonomies de la famille des Thraustochytriidae coexistent faisant une approche tantôt mycologique, tantôt protistologique. Différentes terminologies sont ainsi utilisées pour décrire cette famille, comme chromistes, ou straménopiles, tandis que l'utilisation du terme « micro-algues hétérotrophes » est également devenue courante en raison de la relation phylogénétique moléculaire étroite des Thraustochytriidae avec certaines micro-algues photosynthétiques ; le terme a aussi l'intérêt d'être compréhensible par les lecteurs profanes.
La taxonomie complexe et la distribution étendue des Thraustochytriidae, amènent à prédire que la biodiversité des Thraustochytriidae existe plus que ce qui est actuellement reconnu. Le taxon des Labyrinthulea est donc susceptible d'être largement remanié.

## Publication originale
- (en) F.K. Sparrow, 1936, « Biological observations on the marine fungi of Woods Hole waters », Biological Bulletin of the Marine Biological Laboratory, Woods Hole, Massachusetts, vol. 70, p. 236-263 (lire en ligne).